# Порт Викторија PV.7
Порт Викторија PV.7 (енгл. Port Victoria P.V.7 Grain Kitten) је британски ловачки авион који је производила фирма Порт (енгл. Port). Први лет авиона је извршен 1917. године. 

Највећа брзина авиона при хоризонталном лету је износила 143 km/h.
Распон крила авиона је био 5,49 метара, а дужина трупа 4,55 метара. Празан авион је имао масу од 123 килограма. Нормална полетна маса износила је око 223 килограма.

## Наоружање
| Наоружање авиона: Порт Викторија |     |
| Ватрено (стрељачко) наоружање    |     |
| Топ                              |     |
| Митраљез                         |     |
| Број и ознака митраљеза          | 1   |
| Калибар                          | 7,7 |
| Бомбардерско наоружање (бомбе)   |     |
| Ракетно наоружање (ракете)       |     |